# Чувилин, Олег Игнатьевич
Оле́г Игна́тьевич Чу́вилин — заслуженный тренер современного пятиборья. Родился 4 апреля 1931 года. Он являлся главным тренером сборной СССР на XIII чемпионате мира по современному пятиборью 1965 года и заслуженным работником физической культуры РФ. Заслуженный тренер СССР по современному пятиборью 1971 года. Олег Чувилин также был главным специалистом Управления федеральных программ физической культуры Комитета Российской Федерации по физической культуре. Олег Чувилин скончался в 2005 году.